# Beirede
Beirede era una comuna francesa que estaba situada en el departamento de Altos Pirineos, de la región de Occitania, que entre 1790 y 1794 se fusionó con la comuna de Jumet, formando la comuna de Beyrède-Jumet.

## Demografía
La comuna constaba en 1793 con 212 habitantes.